# Tirol (estado)
Tirol es uno de los nueve estados federados que integran la República de Austria. Es el tercer estado austriaco en extensión y el quinto en población. El estado incluye dos zonas separadas geográficamente: Tirol o Tirol del Norte (en alemán: Tirol o Nordtirol) y Tirol del Este (Osttirol).
Su capital es Innsbruck, mientras que las siguientes ciudades más pobladas son Kufstein y Telfs. Limita al norte con Alemania (Baviera), al este con los estados austriacos de Salzburgo y Carintia, al sur con Italia (Provincia autónoma de Bolzano y Provincia de Belluno), al suroeste con Suiza (Cantón de los Grisones), y al oeste con el estado austriaco de Vorarlberg.
Su río principal es el Eno. El monte Grossglockner en la frontera con Carintia es la montaña más alta de Austria (3798 m).

## Historia

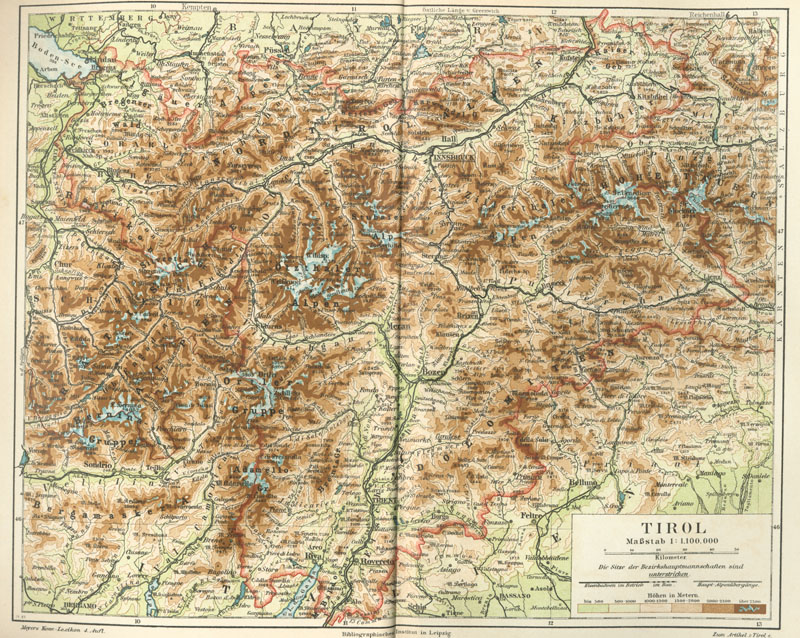
Mapa del Tirol con las fronteras de 1888 (toda la región fue parte de Austria en este tiempo).

Hasta 1918 la región histórica del Tirol pertenecía íntegramente al Imperio austrohúngaro, pero al terminar la Primera Guerra Mundial, la región del Tirol meridional (Tirol del Sur, Trentino) fue entregada a Italia de acuerdo con el Tratado de Saint-Germain-en-Laye. Austria retuvo las regiones de Tirol del Norte y Tirol del Este, que forman en la actualidad el estado federado de Tirol.
En esa época hubo esfuerzos para conseguir un Estado autónomo o independiente o incluso su unión a Alemania. En los años 20 del siglo XX se produjo una estabilización económica a través del fomento de la industria, de las obras públicas (carreteras, electrificación del ferrocarril y centrales térmicas) y de la recuperación del turismo. Sin embargo, la Gran Depresión y las sanciones económicas promovidas por la Alemania de Hitler (la sanción de los 1000 marcos) provocaron un gran descenso del turismo, lo que afectó gravemente a la economía tirolesa. 
El 12 de marzo de 1938 entró la Wehrmacht en Austria y Tirol se convierte en parte del Tercer Imperio Alemán. Tirol y Vorarlberg fueron unidos y la región de Tirol del Este fue incorporada a Carintia. Enfrentados a la denominada "Opción en Tirol del Sur" (por la que se daba la opción a los habitantes germanoparlantes de esa provincia italiana de emigrar a la zona alemana se pena de verse asimilados al idioma y nación italianos de Mussolini) emigraron aproximadamente 70 000 tiroleses del Sur a la Alemania Nazi, la mayoría de ellos al Tirol del Norte y del Este. La emigración fue frenándose a medida que avanzaba la Segunda Guerra Mundial. Una tercera parte de los citados emigrantes regresaron a su hogar tras 1945.
La Segunda Guerra Mundial y los diversos frentes abiertos por Alemania en el conflicto produjeron también numerosas víctimas en Tirol. A partir de 1943 los Aliados comenzaron a bombardear la región.
Tras la entrada de las tropas estadounidenses en Innsbruck el 3 de mayo de 1945, el control del estado fue entregado de manera provisional a la Resistencia de la región. En el verano de 1945 Tirol pasó a formar parte de la zona francesa durante la ocupación aliada de Austria. Tirol del Este se hallaba en la zona británica, aunque ambas regiones volvieron a ser unidas en 1947.
Tras la firma del Tratado de Estado de Austria el 15 de mayo de 1955, las tropas aliadas abandonaron el país. En este tiempo se produjo un gran crecimiento económico que transformó al estado del Tirol de una economía agraria a una sociedad industrial con un importante sector servicios. El turismo volvió a afluir a la región. A finales de los años 50 se produjo un boom en la construcción de autopistas y túneles. Además, Innsbruck fue sede de los Juegos Olímpicos de Invierno en dos ocasiones (los IX Juegos Olímpicos de Invierno en 1964 y los XII Juegos Olímpicos de Invierno en 1976).
Tras la entrada de Austria en la Unión Europea en 1995 y el Tratado de Schengen de 1998 se produjo una reactivación de la colaboración en las actividades económicas, culturales y políticas en las zonas austriaca e italiana de Tirol.

## Geografía
El estado de Tirol es el tercer Bundesland (estado federado) más extenso de Austria con una superficie de 12 647,71 km². Además, es el estado austriaco con mayor longitud fronteriza con un total de 719 km, distribuidos entre Alemania, Italia, y en una pequeña parte, Suiza.
Su superficie se halla dividida en dos regiones no colindantes (por motivos históricos): por un lado Tirol o Tirol del Norte, la mayor de las dos subregiones y por otro Tirol del Este, estando ambas regiones separadas por Italia (Tirol del Sur o Provincia autónoma de Bolzano) y el estado federal de Salzburgo.

### División administrativa

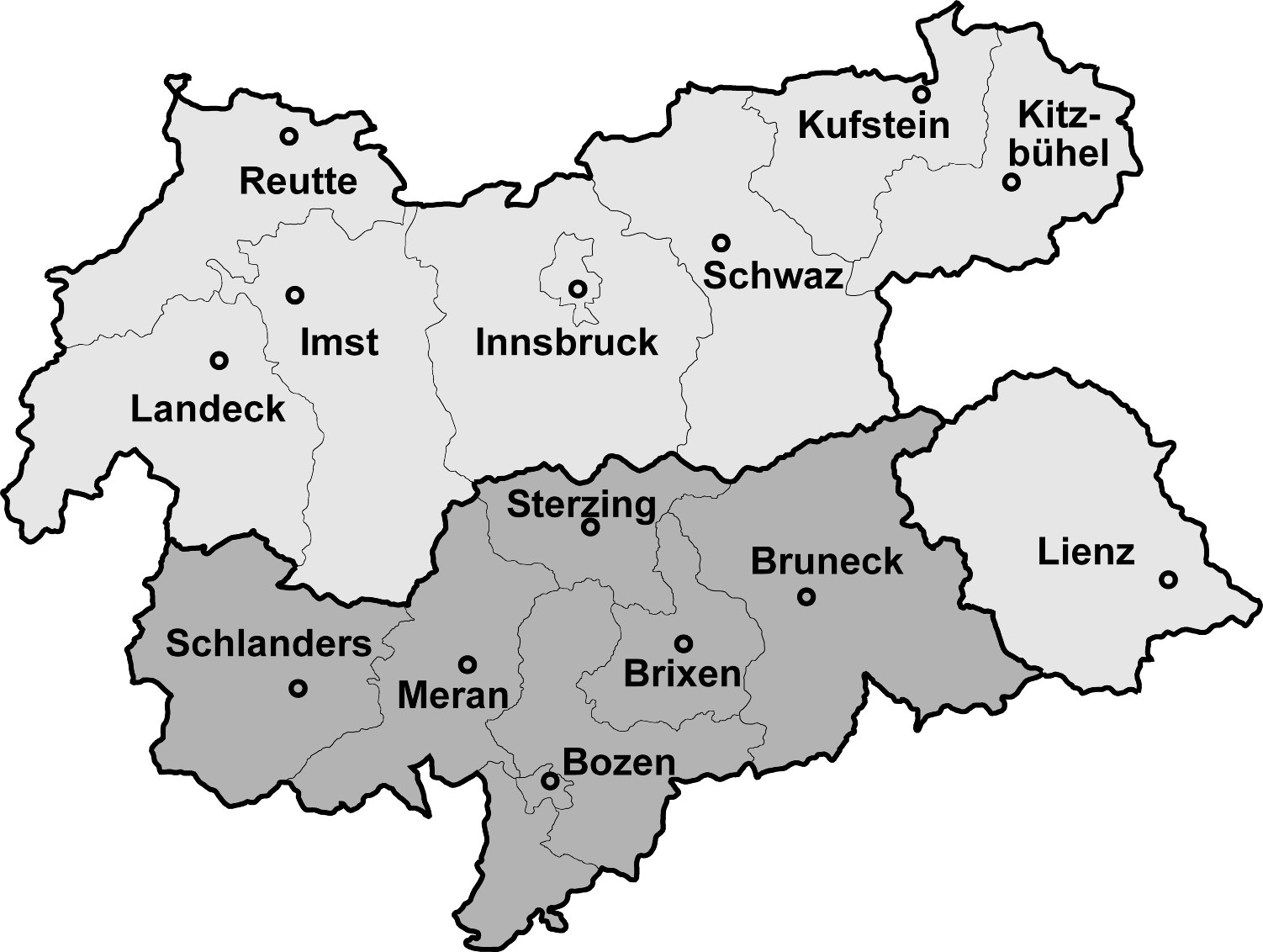
División administrativa de Tirol (parte austriaca en gris claro y parte italiana en gris oscuro).

Administrativamente está dividida en nueve distritos, ocho pertenecientes a Tirol del Norte y uno a Tirol del Este.

### Tirol del Norte
- Landeck (Landeck)
- Reutte (Reutte)
- Imst (Imst)
- Innsbruck
- Distrito de Innsbruck-Land (Innsbruck)
- Schwaz (Schwaz)
- Kufstein (Kufstein)
- Kitzbühel (Kitzbühel)

### Tirol del Este
- Lienz (Lienz)

### Principales ciudades de Tirol
| #   | Nombre              | Población 2022 |
| --- | ------------------- | -------------- |
| 1.  | Innsbruck           | 130 585        |
| 2.  | Kufstein            | 19 625         |
| 3.  | Telfs               | 16 133         |
| 4.  | Hall in Tirol       | 14 322         |
| 5.  | Wörgl               | 14 308         |
| 6.  | Schwaz              | 13 883         |
| 7.  | Lienz               | 11 871         |
| 8.  | Imst                | 10 919         |
| 9.  | St. Johann in Tirol | 9750           |
| 10. | Rum                 | 9337           |
| 11. | Kitzbühel           | 8212           |
| 12. | Zirl                | 8142           |
| 13. | Wattens             | 8103           |
| 14. | Landeck             | 7640           |
| 15. | Absam               | 7330           |

## Municipios
Cuenta con 278 municipios.

### Topografía
La montaña más alta de Tirol, y a la vez de Austria es el Großglockner con una altitud de 3798 m, en Tirol del Este. En Tirol del Norte la montaña de mayor altitud es el Wildspitze (3772 m), que es la segunda montaña más alta de Austria.
Otros accidentes geográficos importantes en Tirol son el valle del Inn, por donde transcurre el río Eno (Inn en alemán), y el Achensee, el lago más grande de Tirol.

### Clima
Tirol se encuentra situado en los límites de la influencia de los climas atlántico, continental y mediterráneo. El clima predominante en la región es el de montaña. Los veranos son muy húmedos debido a las múltiples tormentas, mientras que el otoño es más bien seco. En invierno la nieve es abundante. En cualquier caso, el clima de Tirol presenta fuertes contrastes locales entre los distintos valles y las montañas.

## Política y administración
Tirol es un bastión histórico del Partido Popular Austríaco (ÖVP). Los resultados de las últimas elecciones fueron:
| Elecciones de Tirol de 2022 |         |       |         |             |
| Partido                     | Votos   | %     | Escaños | +/-         |
| ÖVP                         | 119.167 | 34,71 | 14      | 3           |
| FPÖ                         | 64.683  | 18,84 | 7       | 2           |
| SPÖ                         | 60.009  | 17,48 | 7       | 1           |
| FRITZ                       | 33.990  | 9,90  | 3       | 1           |
| GRÜNE                       | 31.598  | 9,20  | 3       | 1           |
| NEOS                        | 21.589  | 6,29  | 2       | Sin cambios |